# Parbhani
Parbhani è una città dell'India di 259.170 abitanti, capoluogo del distretto di Parbhani, nello stato federato del Maharashtra. In base al numero di abitanti la città rientra nella classe I (da 100.000 persone in su).

## Geografia fisica
La città è situata a 19° 16' 0 N e 76° 46' 60 E e ha un'altitudine di 406 m s.l.m..

## Società

### Evoluzione demografica
Al censimento del 2001 la popolazione di Parbhani assommava a 259.170 persone, delle quali 133.892 maschi e 125.278 femmine. I bambini di età inferiore o uguale ai sei anni assommavano a 39.152, dei quali 20.472 maschi e 18.680 femmine. Infine, coloro che erano in grado di saper almeno leggere e scrivere erano 172.886, dei quali 98.782 maschi e 74.104 femmine.